# Crosta oceanica

Mappa delle placche tettoniche

La crosta oceanica rappresenta la porzione più superficiale della Terra nelle aree sommerse dall'oceano, appartenente alla crosta terrestre, contrapponendosi alla crosta continentale (aree emerse) per spessore, composizione chimica e reologia.
Lo studio della crosta oceanica, benché questa rappresenti più del 60% della superficie terrestre, è relativamente giovane. I primi studi diretti risalgono agli anni 1960 con le prime campagne di perforazione oceanica che fornirono supporti alla teoria universalmente accettata della Tettonica delle placche. Esiste un progetto internazionale (IODP - Integrated Ocean Drilling Program) che si prefigge lo studio della crosta oceanica in modo sia diretto (dragaggi e carotaggi) che indiretto (sismica e log geofisici).

## Struttura

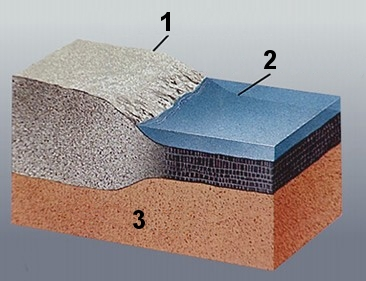
1) crosta continentale 2) crosta oceanica 3) astenosfera

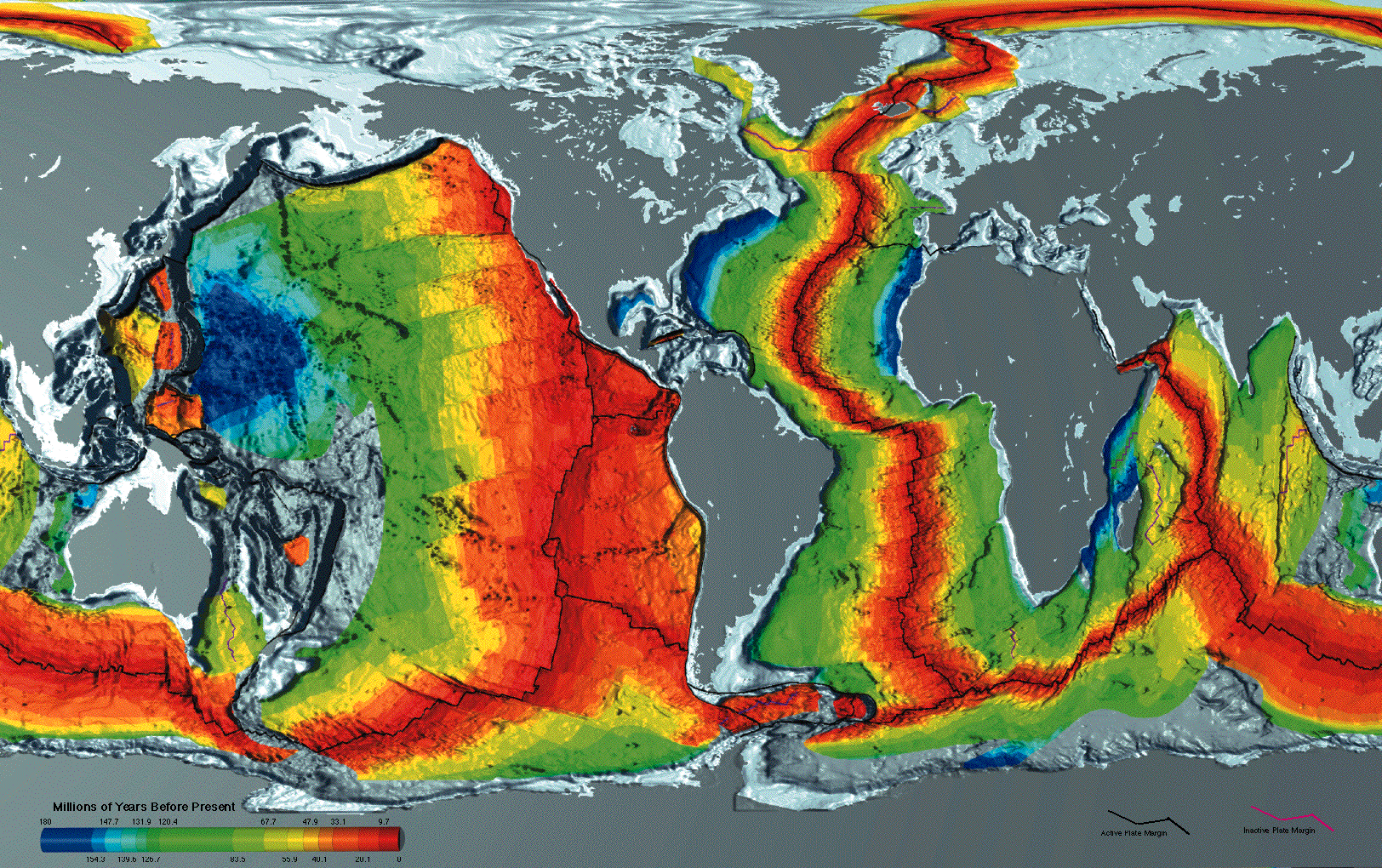
Età della crosta oceanica

La crosta oceanica è in equilibrio isostatico con la sottostante astenosfera, e comparata rispetto alla crosta continentale risulta essere più sottile e con differente composizione petrografica. Il suo spessore medio è di circa 6–7 km.
Lo schema classico di suddivisione della crosta oceanica prevede una suddivisione di questa in 3 principali strati a loro volta ulteriormente suddivisibili.
- "Strato" 1 (più superficiale) è costituito da sedimenti con potenza variabile in funzione della distanza dalla dorsale, ed ha uno spessore medio di 0,4 km. Questo strato si ispessisce progressivamente con l'aumento della sua età per il fatto che è sottoposto per più tempo a sedimentazione continua.
- "Strato" 2 ha uno spessore variabile, da 1 a 2,5 km ed è costituito da sedimenti consolidati o magmatiti effusive (basalti toleitici a olivina, poveri in K e Na). Si distingue ulteriormente uno strato "2a", caratterizzato da elevata porosità con circuiti idrotermali sviluppati in prossimità della dorsale oceanica, uno strato "2b", in cui si ha una riduzione della porosità dovuta alla precipitazione di minerali idrotermali, ed uno strato "2c", con potenza di circa 1 km, avente rocce basiche intrusive (dicchi basaltici).
- "Strato" 3 (circa 4 km) è il componente principale della crosta oceanica, ed è formato da rocce gabbriche e rocce ultrafemiche.

## Ciclo di vita
La crosta oceanica si forma a partire dalle dorsali oceaniche, dalle quali fuoriesce magma basaltico derivante dalla fusione parziale delle peridotiti del mantello.
La crosta terrestre, insieme al mantello litosferico (la parte più superficiale del mantello), forma la litosfera. Lo spessore della litosfera varia da circa 30 chilometri (nel caso della crosta oceanica), fino a circa 70 km (nella crosta continentale).
Essendo costituita da rocce femiche, la densità della crosta oceanica (superiore a 3,2 {\displaystyle kg/dm^{3}}) è maggiore rispetto alla densità della crosta continentale (circa 2,6 {\displaystyle kg/dm^{3}}). Tale densità aumenta con la profondità.
L'eruzione continua di lava basaltica produce una grande quantità di materiale che si solidifica e forma nuova crosta oceanica. Ma siccome la superficie della terra rimane costante, altrettanta crosta viene consumata nelle zone di subduzione. Per questo motivo, l'età massima raggiungibile da una crosta oceanica è di circa 200 Ma (milioni di anni).

## Sequenza ofiolitica
La composizione tipica della crosta oceanica rispetta una sequenza ben precisa, definita sequenza ofiolitica, composta dall'alto verso il basso da:
1. sedimento
2. basalto fratturato
3. basalto massivo con dicchi diabasici
4. gabbro e metagabbro
5. gabbro e metagabbro con sacche di materiale ultrafemico cumulitico
6. materiali ultrafemici serpentinizzati
7. Harzburgite e lherzolite

Le ofioliti sono un'associazione di rocce formata da peridotiti, gabbri e basalti. In aree metamorfiche si possono trovare i corrispondenti metamorfici: rispettivamente serpentiniti, metagabbri e scisti verdi e/o prasiniti). Essendo rocce di crosta oceanica, le ofioliti si trovano generalmente associate a sedimenti di mare profondo, ma è anche possibile trovarle in catene collisionali. Esse si mettono in posto attraverso processi di subduzione o obduzione.

## Metamorfismo oceanico
Il metamorfismo oceanico è causato dalla circolazione idrotermale di acqua di mare all'interno della crosta oceanica attraverso flussi convettivi.
In questo modo si ha un metamorfismo di HT-LP (alta temperatura e bassa pressione) che avviene solo in prossimità delle dorsali oceaniche. Allontanandosi dalla dorsale è comune lo sviluppo di metamorfismo retrogrado in facies scisti verdi, che tuttavia si verifica solo se è presente un'adeguata riserva idrica, in mancanza della quale permangono le condizioni di alta temperatura (HT).
Grazie al metamorfismo oceanico si ha la formazione di giacimenti minerari, soprattutto di solfuri metallici.

## Composizione
| Elemento | %    | Composto | %    |
| -------- | ---- | -------- | ---- |
| O        | 49,5 | SiO2     | 49,4 |
| Si       | 23,1 | SiO2     | 49,4 |
| Al       | 4,1  | Al2O3    | 15,4 |
| Fe       | 6,8  | FeO      | 10,1 |
| Mg       | 4,6  | MgO      | 7,6  |
| Ca       | 8,9  | CaO      | 12,5 |
| Na       | 1,0  | Na2O     | 2,6  |
| K        | 0,1  | K2O      | 0,3  |
| Totale   | 98,1 | Totale   | 97,9 |